# Charlotte Froese Fischer
Charlotte Froese Fischer (Pravdivka, 21 settembre 1929 – Maryland, 8 febbraio 2024) è stata una matematica, fisica, informatica, chimica e ricercatrice sovietica con cittadinanza statunitense naturalizzata canadese.

## Biografia
Di famiglia mennonita, ottenne il riconoscimento mondiale per lo sviluppo e l'implementazione dell'approccio Multi-Configurational Hartree-Fock (MCHF) ai calcoli della struttura atomica e per la sua previsione teorica riguardante l'esistenza dello ione calcio negativo.
Per questo ultimo risultato, venne eletta Fellow della American Physical Society.